# 高林村
高林村（たかばやしむら）は栃木県の北東部、那須郡に属していた村である。

## 地理
- 山岳：日留賀岳、男鹿岳
- 河川：那珂川、蛇尾川、熊川

## 歴史
- 1889年（明治22年）4月1日 町村制施行により、高林村、箕輪村、木綿畑村、湯宮村、鴫内村、百村、箭坪村、板室村、油井村、細竹村、西岩崎村、亀山村、洞島村、青木開墾、戸田開墾が合併し那須郡高林村が成立する。
- 1955年（昭和30年）1月1日 黒磯町、鍋掛村、東那須野村と合併し黒磯町を新設する。
- 1970年（昭和45年）11月1日 黒磯町が市制施行し黒磯市となる。
- 2005年（平成17年）1月1日 黒磯市が西那須野町、塩原町と合併して那須塩原市を新設する。